# سیارک ۲۳۳۰۷
سیارک ۲۳۳۰۷ (به انگلیسی: 23307 Alexramek، نامگذاری:2001AG20) بیست و سه هزار و سیصد و هفتمین سیارک کشف شده‌است که در ۲ ژانویه ۲۰۰۱ کشف شد.
قدر مطلق سیارک برابر ۸.۹ است.